# ژوزفین ژپی
ژوزفین ژپی (فرانسوی: Joséphine Japy‎؛ زادهٔ ۱۲ ژوئیهٔ ۱۹۹۴) بازیگر اهل فرانسه است. وی از سال ۲۰۰۵ میلادی تاکنون مشغول فعالیت بوده‌است.
از فیلم‌ها یا برنامه‌های تلویزیونی که وی در آنها نقش داشته‌است می‌توان به راهب، تنفس و اسپیتاک اشاره کرد.